# Camilla Pasini
Camilla Pasini (6 novembre 1875 – 29 novembre 1935) è stata un soprano italiano.

## Biografia

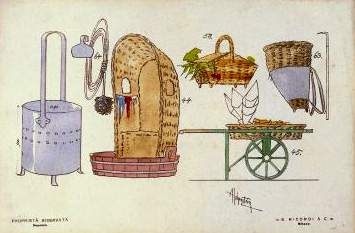
Adolf Hohenstein, La bohème, Atto II, disegno (Museo teatrale alla Scala)

Camilla Pasini apparteneva ad una famiglia di cantanti liriche: sua sorella Lina Pasini Vitale era un soprano drammatico ed era apprezzata per i ruoli che ricopriva in opere di Wagner; un'altra sua sorella, Enrica Pasini, era un mezzosoprano. Compì gli studi all'Accademia nazionale di Santa Cecilia, a Roma e debuttò al Teatro Quirino, nel ruolo di Inez dell'opera L'Africana di  Giacomo Meyerbeer. La sua notorietà è affidata al ruolo di Musetta, interpretato alla prima mondiale de La bohème di Giacomo Puccini. 

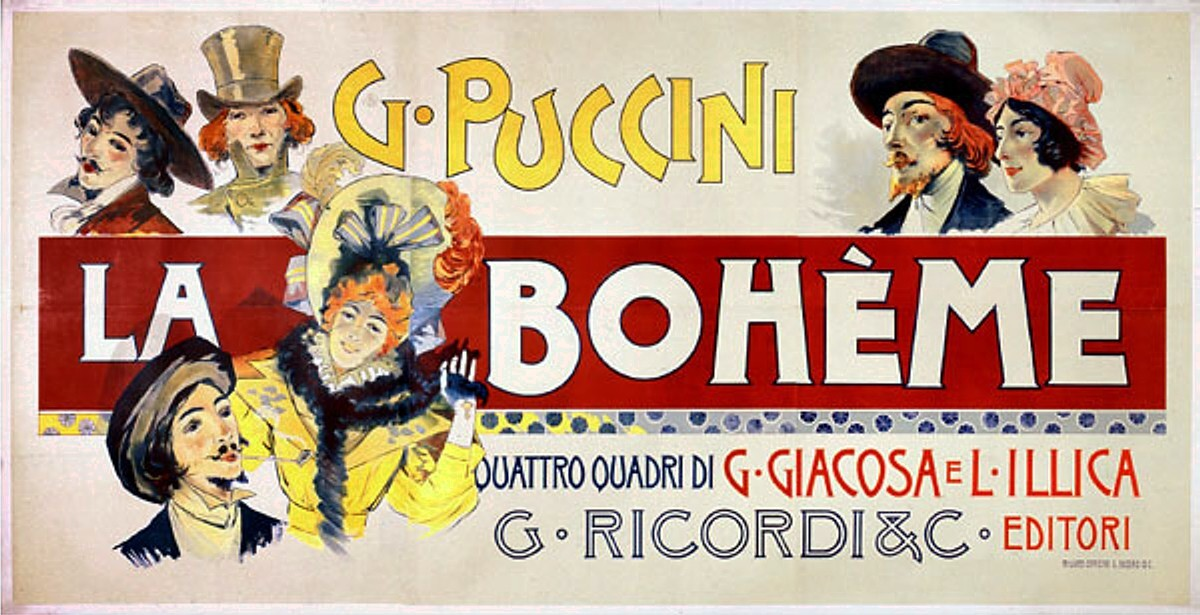
Adolfo Hohenstein, manifesto per La Bohème, 1895

Il tenore Fernando De Lucia, il 15 marzo 1897, alla Scala, cantò La bohème, con i soprani Angelica Pandolfini e Camilla Pasini. Quando men vo, che Musetta canta al Caffè Momus, rivolgendosi con civetteria al pittore Marcello, rappresenta il cavallo di battaglia di molti soprani.
Camilla Pasini cantò alla Scala di Milano, al Teatro dell'Opera di Roma (Teatro Costanzi), al Teatro Rossetti in Trieste, al Teatro Massimo di Palermo, al Teatro Comunale Fiume di Padova, nei teatri di Cremona e di Brescia e al Politeama di Genova. Il direttore d'orchestra Antonio Guarnieri, a Bari, nel 1908, ebbe la Pasini come interprete di Tosca e la diresse per tredici repliche.

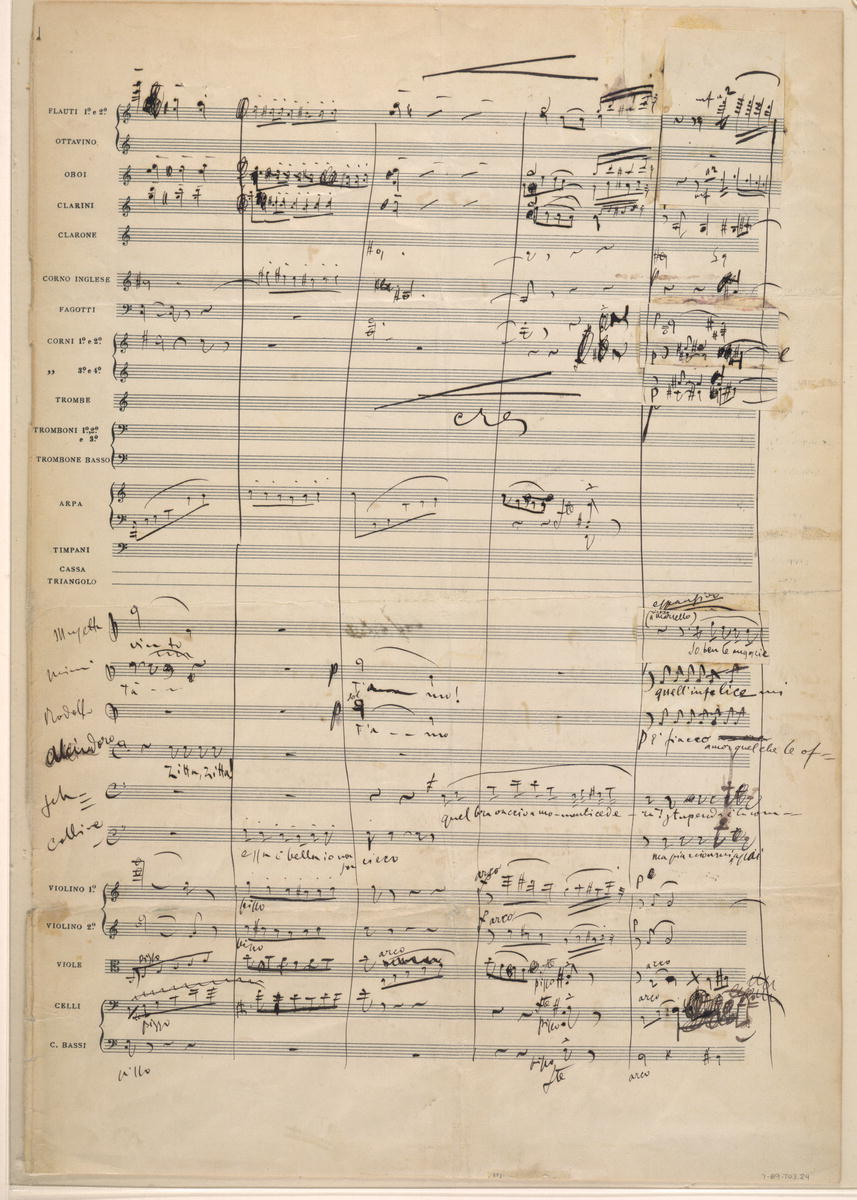
La bohème, Atto II, 1, manoscritto di Puccini, (Library of Congress)

Nel 1904 la Pasini compì una tournée in Sud America. Nel 1905 conobbe l'avvocato Muzio Muzi, che divenne il suo impresario e in seguito suo marito. Nel 1911 cantò alla prima mondiale dell'opera La Vigilia di Notte, su musica di Teofilo De Angelis, che andò in scena al Teatro Costanzi. Si ritirò dalle scene intorno al 1920.

### Ruoli ricoperti

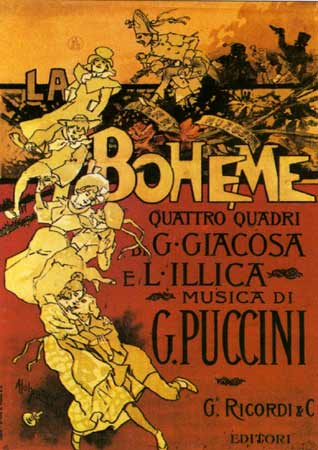
Adolfo Hohenstein, manifesto per La boheme, 1896

- Violetta ne La traviata,
- Desdemona in Otello,
- Norina nel  Don Pasquale,
- Tosca nella Tosca,
- Carmela in Emma Liona[1]
- Margherita nel Mefistofele,
- Fedora in Fedora,
- Musetta ne La bohème[2]
- Sandra in La vigilia della nozze[3]
- Wally ne La Wally,
- Loreley nella Loreley,
- Suzel ne L'amico Fritz,
- Elsa nel Lohengrin,
- Griselidis nella Griselidis.[4]

### Libretti d'opera
Libretti di opere in cui è citata come interprete Camilla Pasini:
- Antonio Lozzi, Emma Liona: dramma lirico in tre atti: Politeama genovese, stagione d'autunno 1896, Milano, Stab. Tip. di G. Ricordi e C. Edit., 1896, SBN CUB0253627. Ruolo di Carmela.
- Giuseppe Giacosa, Luigi Illica, La Bohème: (scene da La vie de Bohème di Henry Murger): 4 quadri: Milano, Teatro dal Verme, autunno 1897; musica di Giacomo Puccini, Milano, G. Ricordi & C, 1897, SBN MUS0026652. Ruolo di Musetta.
- Giuseppe Giacosa, Luigi Illica, La Bohème: (scene da La vie de Bohème di Henry Murger): 4 quadri / di Giuseppe Giacosa e Luigi Illica; musica di Giacomo Puccini. Milano - Teatro alla Scala, stagione di quaresima 1897, Milano, G. Ricordi & C., 1897, SBN MUS0321843. Ruolo di Musetta.
- Enrico Golisciani, Vigilia di nozze: idillio drammatico in 2 parti e 3 quadri; musica del maestro Teofilo De Angelis, Roma, C. Colombo, SBN MUS0283993. Prima rappresentazione: Perugia, Teatro Morlacchi, 1903. Ruolo di Sandra.